# Otwarta bankowość
Otwarta bankowość (ang. open banking) – termin odnoszący się do ogółu usług i technologii w obszarze finansów, opartych na otwartych interfejsach programistycznych (Open API), umożliwiających stronom trzecim budowę aplikacji i serwisów wykorzystujących dane lub usługi udostępnianie przez instytucje finansowe (w tym przede wszystkim banki). Określenie to obejmuje także zagadnienia transparentności dostępu do danych (danych finansowych) oraz zarządzania dostępem do nich, w tym udostępniania stronom trzecim oraz przyznania faktycznemu właścicielowi danych (klientowi instytucji finansowej) prawa do swobodnego nimi dysponowania. Termin otwarta bankowość zawiera w sobie przynajmniej trzy warstwy znaczeniowe: technologiczną (użycie określonych technologii przy wykorzystaniu otwartej architektury interfejsów programistycznych), prawną i regulacyjną (zastosowanie określonych przepisów prawnych w kontekście udostępniania danych, realizacji usług bankowych, nadzór nad instytucjami świadczącymi takie usługi itp.) oraz biznesową (świadczenie usług płatniczych oraz innych usług opartych na dostępie do danych finansowych, nowe modele biznesowe).

## Warstwa technologiczna
Najistotniejszym elementem technologicznej warstwy otwartej bankowości jest interfejs programowania aplikacji (API), w kontekście otwartej bankowości – otwarty, czyli zakładający publiczny dostęp dla deweloperów do systemów i rozwiązań należących do danych firm (tu: instytucji finansowych, przede wszystkim banków). W Unii Europejskiej (oraz niektórych innych krajach) część instytucji finansowych (w tym banki) zostało zobligowanych na mocy obowiązującego prawa (Dyrektywa Parlamentu Europejskiego i Rady (UE) 2015/2366 z dnia 25 listopada 2015 r. w sprawie usług płatniczych w ramach rynku wewnętrznego, czyli tzw. PSD2) do udostępnienia interfejsu programowania aplikacji (API) w ściśle zdefiniowanym zakresie, inne instytucje samodzielnie podjęły decyzję o udostępnieniu API. Z uwagi na fakt, że zaangażowanych instytucji finansowych, działających na samym tylko rynku europejskim, jest kilka tysięcy, zaczęły tworzyć się inicjatywy standaryzacyjne. Inicjatywy takie mają na celu przygotowanie standardowej specyfikacji interfejsu programowania aplikacji, udostępnianego przez zobligowane do tego instytucje finansowe, tak, aby korzystanie z nich przez uprawnione strony trzecie było łatwiejsze i bezpieczniejsze. Najważniejsze inicjatywy standaryzacyjne w Unii Europejskiej to:
- NextGenPSD2 – inicjatywa standaryzacyjna o charakterze pan-europejskim, prowadzona przez The Berlin Group(inne języki) – nieformalną grupę, zrzeszającą banki, instytucje i schematy płatnicze, opracowującą standardy rynkowe (m.in. dotyczące rozliczeń kartowych SEPA, płatności mobilnych itp.)[2].
- Open Banking API – zestaw standardów interfejsów programowania aplikacji dla rynku brytyjskiego, utworzony i zarządzany przez Open Banking Implementation Entity, instytucję odpowiedzialną oprócz tego także za opracowanie i prowadzenie katalogu stron trzecich (czyli dostawców usług finansowych, korzystających z dostępu do danych udostępnianych przez banki), zarządzanie reklamacjami oraz nadzór nad implementacją API w brytyjskich bankach. Instytucja ta została powołana decyzją CMA (brytyjskiego urzędu ds. konkurencji), finansowana jest przez tzw. CMA9, czyli grupę największych brytyjskich banków (Allied Irish Bank(inne języki), Bank of Ireland, Barclays, Danske, HSBC, Lloyds Banking Group, Nationwide, RBS Group, Santander)[3].
- Standard STET – opracowany przez francuską izbę rozliczeniową (STET(inne języki)); w swoim kształcie standard został w maksymalnym stopniu zbliżony do standardu NextGenPSD2 The Berlin Group, w ramach realizacji projektu konwergencji[4].
- Slovak Banking API – projekt standaryzacyjny w całości prowadzony przez Związek Banków Słowackich we współpracy z Narodowym Bankiem Słowacji, udostępniany w formie dokumentacji[5].
- PolishAPI – standard PolishAPI definiuje interfejs na potrzeby usług świadczonych przez strony trzecie na podstawie dostępu do rachunków płatniczych, czyli usługi wprowadzane przez znowelizowaną dyrektywę w sprawie usług płatniczych w ramach rynku wewnętrznego (PSD2). Uczestnikami inicjatywy standaryzacyjnej PolishAPI są Związek Banków Polskich wraz ze stowarzyszonymi bankami komercyjnymi i spółdzielczymi, Spółdzielcze Kasy Oszczędnościowo-Kredytowe, Polska Organizacja Niebankowych Instytucji Płatności wraz ze stowarzyszonymi firmami, Polska Izba Informatyki i Telekomunikacji, Polska Izba Ubezpieczeń, Krajowa Izba Rozliczeniowa, Biuro Informacji Kredytowej, Polski Standard Płatności[6].

## Warstwa regulacyjna
Istnienie otwartej bankowości warunkowane jest przepisami prawa, co więcej, w Unii Europejskiej to właśnie regulacje wydają się być głównym katalizatorem jego rozwoju. Aktem prawnym, który sankcjonuje funkcjonowanie otwartej bankowości, jest znowelizowana Dyrektywa Parlamentu Europejskiego i Rady (UE) 2015/2366 z dnia 25 listopada 2015 r. w sprawie usług płatniczych w ramach rynku wewnętrznego, czyli tzw. PSD2. Na gruncie prawa polskiego Dyrektywa została zaimplementowana poprzez Ustawę z dnia 10 maja 2018 r. o zmianie ustawy o usługach płatniczych oraz niektórych innych ustaw.
Dyrektywa PSD2, ustawa o zmianie ustawy o usługach płatniczych oraz akty powiązane (w tym przede wszystkim Rozporządzenie delegowane uzupełniające dyrektywę Parlamentu Europejskiego i Rady 2015/2366 w odniesieniu do regulacyjnych standardów technicznych dotyczących silnego uwierzytelniania klienta i wspólnych i bezpiecznych otwartych standardów komunikacji) wprowadzają szereg nowych usług, definicji oraz obowiązków dla uczestników rynku. Najważniejsze z nich to:
- Usługa inicjowania płatności (ang. PIS – Payment Initiation Service) – usługa polegająca na zainicjowaniu zlecenia płatniczego na wniosek użytkownika usług płatniczych w odniesieniu do rachunku płatniczego posiadanego u innego dostawcy usług płatniczych, zdefiniowana w art. 66 PSD2[7];
- Usługa dostępu do informacji o rachunku (ang. AIS – Account Information Service) – usługa online polegającą na dostarczaniu skonsolidowanych informacji na temat co najmniej jednego rachunku płatniczego posiadanego przez danego użytkownika usług płatniczych u innego dostawcy usług płatniczych albo u więcej niż̇ jednego dostawcy usług płatniczych, zdefiniowana w art. 67 PSD2[7];
- Usługa potwierdzania dostępności na rachunku płatniczym płatnika kwoty niezbędnej do wykonania transakcji płatniczej (ang. CAF – Confirmation of the Availability of Funds), zdefiniowana w art. 65 PSD2[7];
- Silne uwierzytelnianie klienta (ang. SCA) – uwierzytelnianie oparte na zastosowaniu co najmniej dwóch elementów należących do kategorii: wiedza (coś, co wie wyłącznie użytkownik), posiadanie (coś, co posiada wyłącznie użytkownik) i cechy klienta (coś, czym jest użytkownik), niezależnych w tym sensie, że naruszenie jednego z nich nie osłabia wiarygodności pozostałych, które to uwierzytelnianie jest zaprojektowane w sposób zapewniający ochronę poufności danych uwierzytelniających[8];
- Nowa kategoria usługodawców, czyli podmiotów świadczących wymienione wyżej usługi, strony trzecie (ang. TPP – Third Party Provider):
  - Dostawca Świadczący Usługę Inicjowania Transakcji Płatniczej (ang. PISP – Payment Initiation Service Provider),
  - Dostawca Świadczący Usługę Dostępu do Informacji o Rachunku (ang. AISP – Account Information Service Provider),
  - Dostawca Wydający Instrumenty Płatnicze Oparte na Karcie (ang. PIISP – Payment Instrument Issuer Service Provider).
- Obowiązek udostępniania przez Dostawców prowadzących rachunek (ang. ASPSP – Account Servicing Payment Service Providers) specjalnego interfejsu programistycznego (API), umożliwiającego stronom trzecim (TPP) świadczenie usług inicjowania płatności (PIS), dostępu do informacji o rachunku (AIS) oraz potwierdzania dostępności na rachunku płatniczym płatnika kwoty niezbędnej do wykonania transakcji płatniczej[8][7].

Wspomniane wyżej podmioty trzecie są objęte nadzorem przez instytucje nadzoru finansowego we wszystkich krajach członkowskich Unii Europejskiej, w przypadku Polski takim organem nadzorczym jest Komisja Nadzoru Finansowego.
Po przeszło dwóch latach od wejścia w życie zapisów PSD2, które miało maiejsce 13 września 2019 roku, Komisja Europejska ogłosiła rozpoczęcie procedury przeglądu Dyrektywy. W opublikowanym 18 października 2021 roku wezwaniu do dostarczenia informacji, skierowanym do EBA (Europejskiego Urzędu Nadzoru Bankowego) Komisja Europejska nakreśliła obszary, które będą analizowane podczas przeglądu dyrektywy:
- Zakres dyrektywy i definicje użyte w jej tekście,
- Licencjonowanie instytucji płatniczych i nadzór nad dostawcami usług płatniczych w ramach PSD2,
- Przejrzystość warunków i wymogów informacyjnych,
- Prawa i obowiązki wynikające z dyrektywy,
- Silne uwierzytelnianie klienta (SCA),
- Dostęp do danych rachunków płatniczych i korzystanie z nich w związku z usługami inicjowania płatności oraz dostępu do informacji o rachunku,
- Dostęp do systemów płatności i dostęp do rachunków prowadzonych w instytucji kredytowej,
- Tematy międzysektorowe,
- Egzekwowanie PSD2.

Zmiany w dyrektywie (przyjęcie przez Komisję) planowane są na czwarty kwartał 2022 roku.

## Warstwa biznesowa
Otwarta bankowość wpisuje się w ogólnoświatowy trend ekonomii opartej na wykorzystaniu API (ang. API economy) w celu tworzenia nowych usług i produktów, wykorzystujących dane lub pewne funkcjonalności pochodzące od innych dostawców. Wykorzystanie tego trendu można obserwować w innych obszarach gospodarki cyfrowej, a najczęściej przywoływanym przykładem rozwiązania opartego na API oferowanych przez inne podmioty to z pewnością Uber. Rozwój otwartej bankowości wiąże się także ze zmianami w oczekiwaniach klientów względem dostawców, w tym przypadku usług bankowych i płatniczych – klienci przenoszą swoje doświadczenia z innych obszarów, takich jak sieci społecznościowe, czy e-commerce i oczekują, że także bank dostarczy im równie atrakcyjny produkt. Klienci chcą decydować, z czego będą korzystać i w jakim kanale. Spodziewają się produktów dopasowanych do ich potrzeb. Chcąc sprostać podobnym oczekiwaniom, banki siłą rzeczy muszą nawiązywać współpracę z innymi podmiotami. W ten sposób otwiera się droga do budowania nowych usług i produktów opartych na wykorzystaniu danych finansowych. Nowe regulacje oraz standaryzacja interfejsów, w połączeniu z oczekiwaniami klientów prowadzą do pojawienia się na rynku nowych i atrakcyjnych produktów finansowych i płatniczych. Do niewątpliwych korzyści dla konsumentów, wynikających z otwartej bankowości, można zaliczyć:
- wsparcie w zarządzaniu finansami,
- dostęp do produktów, dotychczas niedostępnych – np. ze względu na nowe metody oceny zdolności kredytowej, lepsze dopasowanie itp.,
- nowe typy produktów bankowych i płatniczych,
- łączenie usług bankowych i pozabankowych (np. ubezpieczeniowych),
- upowszechnianie e-handlu.

Trzeba jednak pamiętać, że otwarta bankowość to także szereg ryzyk. Oczywiste jest zagrożenie atakami cyberprzestępców, zwiększa się bowiem liczba podmiotów, które będą dysponowały danymi, pozwalającymi na dokonywanie oszustw i kradzieży. Ale zagrożenia pojawiają się także w innych aspektach, przede wszystkim prywatności – dużo nowych modeli biznesowych oparta jest na koncepcji „freemium”, w której to cześć funkcjonalności może być „opłacona” udostępnieniem swoich danych. Istnieje ryzyko agresywnych praktyk rynkowych (w tym np. windykacyjnych) lub oferowania droższych produktów na podstawie analizy danych finansowych klientów. Wiele wątpliwości pojawia się także w kontekście wykorzystania zautomatyzowanych rozwiązań, bazujących na sztucznej inteligencji lub uczeniu maszynowym – kto jest odpowiedzialny za decyzje podejmowane przez maszynę, czy rzeczywiście można wszystkie decyzje dotyczące finansów zautomatyzować itp. Wreszcie rozwój nowych, często skomplikowanych usług i produktów, może prowadzić do pogłębiania wykluczenia cyfrowego i finansowego, tej części społeczeństwa, która z różnych przyczyn nie może korzystać z dostępu do najnowszych technologii.
Za kolejny etap i rozszerzenie otwartej bankowości można uznać propozycję otwartych finansów, czyli usług opartych na dostępie do danych finansowych innych niż dane dotyczące rachunków płatniczych: danych dotyczących innych produktów bankowych, ubezpieczeniowych i inwestycyjnych. Ramy prawne dla otwartych finansów w Unii Europejskiej wprowadza projekt Rozporządzenia Parlamentu Europejskiego i Rady w sprawie ram dostępu do danych finansowych (tzw. FIDA, od angielskiego tytułu rozporządzenia …framework for Financial Data Access) opublikowany 28 czerwca 2023. Jego data wejścia w życie nie jest jeszcze znana. 

### SEPA API Access scheme
W Europie rozwijają się koncepcje, zakładające wykorzystanie rozwiązań wdrożonych przez instytucje płatnicze na podstawie zapisów PSD2. SEPA API Access Scheme to inicjatywa zapoczątkowana przez ERPB (Euro Retail Payment Board), strategiczne ciało doradcze przy Europejskim Banku Centralnym. Inicjatywa została opisana w dwóch raportach, pierwszym, opublikowanym z datą 31 maja 2019 roku oraz drugim, opublikowanym 4 czerwca 2021 roku. Publicznie dostępna jest także informacja o przekazaniu inicjatywy do dalszych prac i wdrożeniu SEPA API Access scheme przez Europejską Radę Płatności (European Payments Council).
Proponowany schemat zdefiniuje zasady współpracy pomiędzy podmiotami w nim uczestniczącymi, określi standardowe sposoby realizacji wybranych usług opartych na wykorzystaniu API (otwartych interfejsów programistycznych) oraz system rozliczeń i płatności za te usługi. Jako punkt wyjścia do prac nad schematem przyjęto usługi PSD2, udostępniane przez europejskie instytucje kredytowe, które pozostaną darmowe dla stron trzecich. Inne usługi, określane jako usługi dodane, usługi „premium” lub usługi rozszerzone (ang. extended) będą mogły być monetyzowane przez instytucje kredytowe, na podstawie przyjętych w schemacie zasad. Zasady te, jak i ogólne założenia schematu są uzgadniane z odpowiednimi Dyrektoriatami Generalnymi Komisji Europejskiej.

### The Berlin Group openFinance API Framework
26 października 2020 roku Grupa Berlińska (The Berlin Group) powołała do życia nową grupę zadaniową o nazwie The Berlin Group openFinance API Framework, która zastąpiła poprzednią grupę zadaniową, odpowiedzialną za stworzenie standardu NextGenPSD2. Prace nowej grupy są skoncentrowane na standaryzacji usług dodanych (tzw. usługach premium), które mogą być udostępniane przez instytucje kredytowe uprawnionym stronom trzecim na podatwie umów dwustronnych lub potencjalnych nowych schematów płatniczych (por. SEPA API Access Scheme).

## Otwarta bankowość na świecie
W powyższych rozdziałach opisane zostały uwarunkowania regulacyjne umożliwiające funkcjonowanie otwartej bankowości, obowiązujące w Unii Europejskiej oraz w Polsce. W kontekście sytuacji europejskiej warto zwrócić uwagę na specyfikę Wielkiej Brytanii, w której rozwój otwartej bankowości jest związany nie tylko z dyrektywą PSD2, ale także ze śledztwem dotyczącym rynku bankowości detalicznej prowadzonym przez Competition and Markets Authority (CMA). W raporcie końcowym sformułowane zostały konkretne zalecenia, dotyczące środków zaradczych, mających prowadzić do poprawienia sytuacji konsumentów na rynku bankowości detalicznej dla klientów indywidualnych oraz MŚP, a które polegają m.in. na: obowiązku opracowania i utrzymywania standardu interfejsu komunikacyjnego (API) w obszarze pozwalającym na dostęp do danych oraz inicjacji płatności oraz udostępnieniu takiego interfejsu w terminie do 13 stycznia 2018 roku. Obowiązek ten został nałożony na 9 największych banków w Wielkiej Brytanii. Istotny jest fakt, że instytucja powołana do utworzenia i zarządzania standardem API (Open Banking Implementation Entity) jest odpowiedzialna także za katalog (rejestr) podmiotów świadczących usługi w obszarze otwartej bankowości, czyli Open Banking Directory oraz za procesy zarządzania sporami i reklamacjami – The Dispute Management System.
Otwarta bankowość zaczęła się rozwijać także w innych rejonach świata, na podstawie lokalnych regulacji lub inicjatyw rynkowych.
Otwarta bankowość w Australii została usankcjonowana przez regulację dotyczącą danych konsumenckich Consumer Data Right (CDR), wchodzącą w życie w lipcu 2019 roku. Bankowość będzie pierwszym sektorem rynkowym, objętym nowymi przepisami umożliwiającymi dostęp do danych. CDR w następnej kolejności obejmie sektory energetyczny i telekomunikacyjny. Zakres danych dostępnych w ramach otwartej bankowości jest szerszy niż przewidziany w regulacjach europejskich i obejmuje produkty depozytowe, w tym rachunki płatnicze, bieżące, depozyty terminowe i różne rodzaje rachunków oszczędnościowych oraz produkty kredytowe, w tym kredyty hipoteczne, rachunki kart kredytowych, linie kredytowe, kredyty gotówkowe. Standard interfejsu komunikacyjnego (API) jest opracowywany przez grupę roboczą na podstawie standardu Open Banking UK.
W Nowej Zelandii, Payments NZ, organizacja odpowiedzialna za zarządzanie płatnościami i rozliczeniami na rynku nowozelandzkim, prowadzi pilotażowe testy rozwiązań otwartej bankowości. Wykorzystuje w tym celu dwa interfejsy: umożliwiający dostęp do informacji o rachunku (account information) oraz inicjację płatności (payment initiation). Do chwili obecnej (grudzień 2018) nie opublikowano wyników pilotażu.
W Hongkongu, w lipcu 2018 roku, Hong Kong Monetary Authority (HKMA) opublikował dokument, opisujący proces i plan implementacji otwartych interfejsów komunikacyjnych (API), nakładający obowiązek ich wdrożenia na największe banki w Hongkongu. Dokument skupia się na bankowości detalicznej, jednak zachęca banki do udostępniania danych dotyczących innych produktów, dokument nie narzuca także szczegółowych rozwiązań technicznych, pozostawiając bankom swobodę w implementacji rozwiązań, opartych na międzynarodowych standardach. Zaproponowany kalendarz implementacji otwartych interfejsów zakłada 4 fazy:
1. Udostępnienie informacji produktowych (np. na potrzeby porównania) – w czasie do 6 miesięcy od opublikowania dokumentu.
2. Umożliwienie wnioskowania o nowe produkty bankowe za pośrednictwem stron trzecich – w ciągu 12–15 miesięcy od opublikowania dokumentu.
3. Dostęp do informacji o rachunkach oraz historii transakcji – dostęp ten ma objąć także produkty inwestycyjne i ubezpieczeniowe oraz
4. Dostęp do funkcjonalności transakcyjnych, takich jak realizacja przelewu czy płatność za fakturę, także w odniesieniu do produktów inwestycyjnych i ubezpieczeniowych.

Szczegółowy plan wdrożenia fazy (3) i (4) zostanie przygotowany w ciągu 12 miesięcy od opublikowania dokumentu. W odróżnieniu od przepisów europejskich i australijskich, które dają prawo do korzystania z danych udostępnianych przez banki wszystkim stronom trzecim, zarejestrowanym lub licencjonowanym przez odpowiedni urząd, przepisy w Hongkongu pozwalają bankom na wybór TPP, z którymi będzie współpracował.
Rząd w Singapurze wspiera liczne inicjatywy rynkowe w obszarze otwartej bankowości i innowacji na rynku finansowym. Jedną z nich było opublikowanie przez Monetary Authority of Singapore (MAS) dokumentu zatytułowanego Finance-as-a-Service: API Playbook, będącego nieoficjalnym zbiorem wytycznych dla instytucji finansowych i fintechów wdrażających rozwiązania oparte na otwartych interfejsach programistycznych. Ta sama instytucja prowadzi otwarty katalog API w branży finansowej.
Premier Japonii Shinzo Abe w swoich publicznych zapowiedziach wskazał, że do 2020 roku 80 japońskich banków udostępni otwarty interfejs programistyczny. W 2017 został opublikowany Report of Review Committee on Open APIs: Promoting Open Innovation, wprowadzono także zmiany do Prawa bankowego, stymulujące wykorzystanie otwartych interfejsów (API) w sektorze bankowym. Nowe zapisy odnoszą się do rejestracji podmiotów świadczących usługi pośrednictwa w zakresie płatności elektronicznych oraz zasad ich współpracy z bankami z wykorzystaniem Open API.
W Stanach Zjednoczonych nie obowiązuje żaden przepis regulujący funkcjonowanie otwartej bankowości. Firmy z obszaru fintech w głównej mierze opierają się na screen scrapingu. Opublikowany w lipcu 2018 roku przez Departament Skarbu raport A Financial System that Creates Economic Opportunities, Nonbank Financials, Fintech, and Innovation, zawiera szereg rekomendacji dotyczących funkcjonowania usług finansowych, opartych na dostępie do danych. Jednym z celów rozwoju tych usług jest odejście od stosowania screen scrapingu na rzecz bardziej bezpiecznych metod. W raporcie zwrócono uwagę na europejskie i brytyjskie doświadczenia w tym zakresie, jednak ze względu na znaczne różnice między rynkiem amerykańskim a brytyjskim, według autorów raportu nie jest możliwe proste przeniesienie tych wzorców do USA. Wśród rekomendacji, zawartych w dziale Consumer Access to Financial Account and Transaction Data istotne jest podkreślenie roli sektora prywatnego w tworzeniu standardów interfejsów komunikacyjnych (API).
Canada2020, niezależny kanadyjski think-tank, z inicjatywy Ministra Finansów Kanady, opublikował w lipcu 2018 roku raport, analizujący kwestie związane z wprowadzeniem na rynek kanadyjski otwartej bankowości. W raporcie zarysowano wstępne problemy, obecnie analizowane przez rząd Kanady. We wrześniu 2018 roku minister finansów Bill Morneau powołał ciało doradcze w obszarze otwartej bankowości (Advisory Committee on Open Banking).
W marcu 2017 roku w Meksyku została przyjęta regulacja dotycząca funkcjonowania instytucji z obszaru Financial Technology (fintech). Ujęte są w niej także kwestie udostępniania danych przez interfejs programistyczny.